# Кудайбердиев, Мирбек Жаббарович
Мирбек Жаббарович Кудайбердиев (16 ноября 1994) — киргизский футболист, полузащитник. Выступал за сборную Кыргызстана.

## Клубная карьера
Воспитанник клуба «Абдыш-Ата» (Кант). На взрослом уровне начинал играть в первой лиге Кыргызстана за фарм-клубы «Абдыш-Аты» — «Абдыш-Ата-94» и «Наше Пиво». В высшей лиге за основной состав команды выступал с 2012 года, автором своего первого гола стал 28 апреля 2012 года в матче против «Ала-Тоо» (3:0). В составе «Абдыш-Аты» становился серебряным (2014) и бронзовым (2013, 2015) призёром чемпионата Кыргызстана.
По состоянию на 2018 год выступал в Москве на любительском уровне в командах лиги ЛФЛ 8х8, также играл за сборную команду диаспор Москвы. Имеет тренерскую лицензию «Д». Работал в танцевальном коллективе «Ала-Тоо» (Москва).

## Карьера в сборной
Выступал за сборные Кыргызстана младших возрастов. В составе молодёжной сборной принимал участие в Кубке Содружества 2015 года, сыграл 5 матчей. В составе олимпийской сборной принимал участие в Азиатских играх 2014 года, сыграл 3 матча.
В национальной сборной Кыргызстана сыграл один матч — 5 сентября 2014 года в игре против Казахстана вышел на замену на 47-й минуте вместо Шерзота Шакирова.